# 銀斑密棘杜父魚
銀斑密棘杜父魚是輻鰭魚綱鮋形目杜父魚亞目絨杜父魚科的其中一種。

## 分布
本魚分布北太平洋區，包括日本、白令海、中國黃海、鄂霍次克海、阿拉斯加至加利福尼亞海岸。

## 深度
水深0至120公尺。

## 特徵
本魚體延長而側扁，頭中大；頭背具凹槽。口中大，端位；上頷末端延伸至瞳孔之後緣下方。上下頷、鋤骨和腭骨均具細齒。吻部及下頷具多對鬚。鰓蓋膜相連但與喉峽部分離。尾柄細長而側扁。體無鱗而被小棘。背鰭分離，第一背鰭6至9枚硬棘，第二背鰭20至25枚軟條；第一背鰭第5與第6硬棘間具一深刻；第二背鰭比第一背鰭鰭條高。體背橄欖色或綠色，體腹白色至黃銅色；體背另具黑色斑塊；側線下方具白色斑點；各鰭黑色或褐色且具大型淡色斑塊，但腹鰭除外，最大體長可達20公分。

## 生態
為沿岸淺水域底棲魚類，喜棲息在石礫底水域。以小魚及甲殼類為食。

## 經濟利用
可食用，但數量不多，較不具經濟價值。